# Petrov
Petrov - Петров (rus) - és un khútor, un poble, de la República d'Adiguèsia, a Rússia. Es troba a 11 km a l'est de Ponejukai i a 60 km al nord-oest de Maikop, la capital de la república.
Pertany al municipi de Gabukai.